# Insettario di Montréal
L'Insettario di Montréal (in francese: Insectarium de Montréal) è un museo di storia naturale di carattere educativo, culturale e scientifico a Montréal, in Quebec, con l'obiettivo di sensibilizzare la popolazione al mondo degli insetti. È il più grande insettario d'America e uno dei più importanti al mondo, ospitando annualmente quasi 400.000 visitatori.

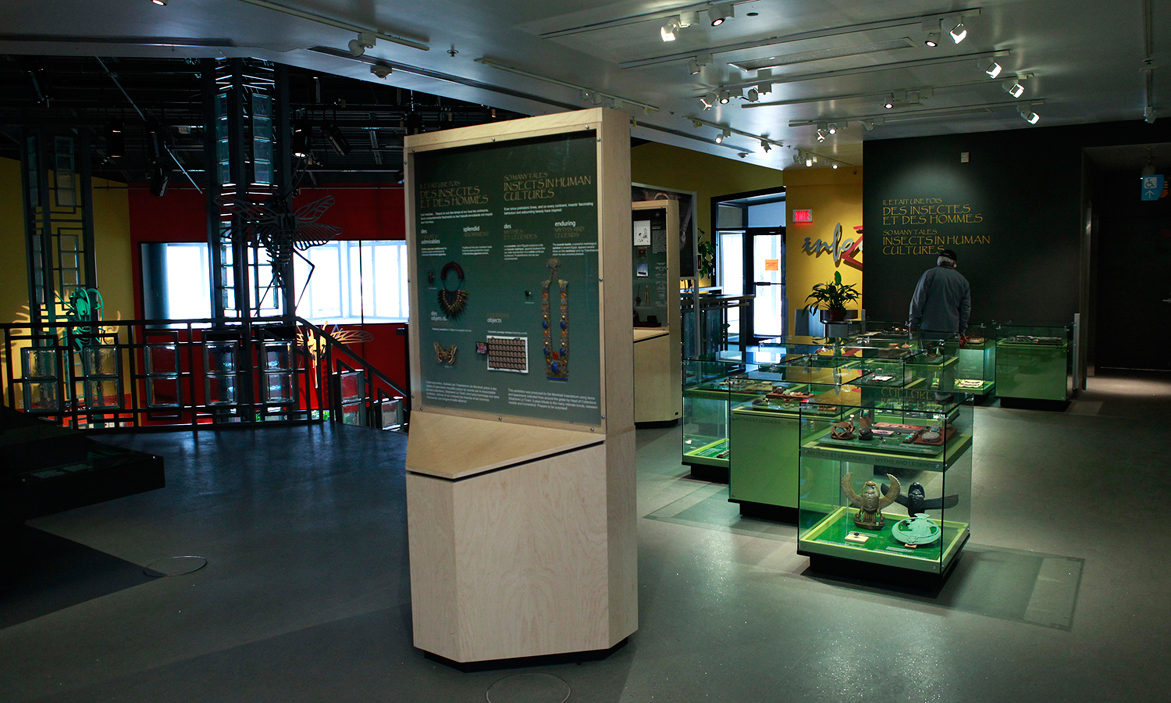
L'ex galleria delle mostre temporanee dell'insettario

## Storia

### Le origini
L'inizio della creazione del museo risale al 1986, quando l'entomologo Georges Brossard incontrò Jean Drapeau, allora sindaco di Montréal, per convincerlo dell'idea di creare un insettario a Montréal. Il sindaco Drapeau presentò allora Brossard al direttore del giardino botanico di Montréal, Pierre Bourque, ed organizzò una prima mostra, «I più bei insetti del mondo», tenuta sul sito del giardino. Vennero presentati esemplari di insetti provenienti dalla collezione di Brossard. Questa prima mostra fu successo e attirò più di 75.000 visitatori.
La città quindi, convinta del potenziale del progetto, gli cedette un terreno situato vicino al giardino botanico per costruire il nuovo insettario. Oltre al terreno, la città mise a disposizione di Brossard le risorse tecniche e i materiali necessari per la pianificazione del progetto e per effettuare le pratiche di finanziamento presso le amministrazioni.
Nel 1987, Brossard lasciò alla città di Montréal la sua collezione di oltre 250.000 insetti provenienti da più di un centinaio di paesi. L'entomologo ebbe anche l'idea di organizzare una campagna di sottoscrizione presso il pubblico che donò milioni di dollari, rispondendo così all'obiettivo che si era dato «che l'insettario fosse anche finanziato dal mondo intero».
Tuttavia, fu solo nel 1989, in occasione di un viaggio in Giappone effettuato in compagnia di Brossard, che i rappresentanti governativi si convinsero dal progetto durante una visita degli insettari di Hiroshima e Tama. Nel 1989, l'Insettario di Montréal, ancora embrionale, ricevette un secondo importante lascito, la collezione di oltre 100.000 insetti del frate Firmin Laliberté che diede la possibilità di costituire il nucleo della collezione scientifica dell'organismo.
Infine, l'Insettario fu aperto ufficialmente il 7 febbraio 1990 dal sindaco di Montréal, Jean Doré. Nelle giornate aperte che seguirono la sua apertura, il museo accolse più di ventimila visitatori. I primi anni dall'apertura furono critici perché bisognava far interessare i visitatori alla tematica degli insetti. L'importante collezione dell'organismo e la realizzazione di eventi annuali come «Sgranocchia-insetti» nel 1993, «Monarca senza frontiere» nel 1994, «Farfalle in libertà» nel 1998 e la serie televisiva «Insectia», permisero all'insettario di raggiungere questo obiettivo. Gli anni 1990-2000 hanno visto anche l'organismo dotarsi di una voliera esterna, arricchire la sua collezione di insetti e migliorare l'esposizione permanente grazie ad un «circuito entomo-culturale».

### Progetto di grande rinnovamento tra il 2009-2015
Nel 2009, l'insettario ha intrapreso un importante progetto di aggiornamento dei suoi impianti e della sua esposizione permanente. La prima fase dei lavori, realizzata nell'estate 2009, è consistita nella ristrutturazione dell'area giochi esterna. In un secondo tempo, nel gennaio 2011 la mostra permanente viene rinnovata utilizzando tecniche museologiche moderne come multimedia e touch screen. Questi lavori hanno richiesto tuttavia la chiusura temporanea dell'insettario per sei mesi.
La riapertura della struttura  avvenne nel luglio 2011 e i visitatori poterono visitare finalmente la nuova mostra permanente intitolata «Noi, gli insetti... ». L'insettario ha approfittato anche di questa pausa per accrescere la sua collezione di esemplari vivi e di insetti rari. Il costo di tutti i lavori e le nuove acquisizioni è stimato a 1,2 milioni di dollari. La nuova mostra permanente consente ai visitatori di vedere più di 2000 specie di insetti diversi e si concentra su un nuovo approccio che cerca innanzitutto di «descrivere più che sedurre» e il cui pubblico di riferimento sono i giovani dai nove ai dodici anni. I temi affrontati vanno dall'alimentazione degli insetti alla loro riproduzione, passando per i meccanismi di autodifesa.  L'insettario espone un numero ancora maggiore di esemplari vivi rispetto al passato, ma gran parte della nuova esposizione presenta insetti naturalizzati.

## Ricerca e divulgazione scientifica
Nel maggio 2001, l'insettario e diversi partner hanno messo in servizio il sito web «La tela degli insetti del Québec», che permette agli internauti di avere accesso a riferimenti in entomologia. Dal 2014, l'insettario lavora con Miel Montréal che cura tre alveari di api mellifere all'esterno dell'edificio principale e offre durante la stagione estiva quattro animazioni al giorno per scoprire l'apicoltura urbana.